# Скакун Наталія Анатоліївна
Ната́лія Анато́ліївна Скаку́н (нар. 3 серпня 1981) — українська важкоатлетка, олімпійська чемпіонка 2004 року, рекордсменка світу.

## Життєпис
Наталія Скакун народилася 3 серпня 1981 року в смт Благовіщенка Алтайського краю (Росія). Батько Наталії Скакун служив на Алтаї, там познайомився з майбутньою дружиною. Після демобілізації родина переїхала в Україну. Сім'я мешкає у селі Лебедин на Київщині.
Дві сестри Наталії Скакун також важкоатлетки. Старша Юля (майстер спорту міжнародного класу) та молодша Надя.
Василь Кулак, головний тренер збірної, та Олександр Риков, особистий тренер дівчини, працюють з нею близько шести років. Вони вважають її ідеальною ученицею, яка не запізнюється і не пропускає тренування. Не лінується, у всьому довіряється тренерам.
Після закінчення спортивної кар'єри Наталія Скакун зайнялась тренерською діяльністю.

## Спортивні досягнення
Здобула золоту олімпійську медаль і звання олімпійського чемпіона на Літніх Олімпійських іграх 2004 року в Афінах у ваговій категорії до 63 кг із сумою 242,5 кг. У поштовху вона підняла 135 кг, встановивши новий олімпійський рекорд. Їй також належить світовий рекорд 138 кг, який вона встановила на чемпіонаті світу з важкої атлетики 2003 року.